# Stefan Kürten
Stefan Kürten (* 1959 in Düsseldorf) ist ein deutscher Manager und seit 2001 Direktor für Sport & Geschäftsstrategie der Europäischen Rundfunkunion (EBU).

## Leben
Kürten ist Volljurist, hat an Universitäten in Deutschland, Großbritannien und Lateinamerika studiert und war von 1989 bis 2001 beim ZDF. Zunächst war er dort bis 1992 Programmreferent des Chefredakteurs Klaus Bresser und übernahm anschließend die Leitung der Abteilung Internationale Programmkoordination. 1998 wechselte er in die Hauptredaktion Sport als Leiter der Zentralabteilung und stellvertretender Hauptredaktionsleiter. Zusätzlich war er ARD/ZDF-Teamchef bei den Olympischen Winterspielen in Nagano 1998 und ZDF-Teamchef bei den Olympischen Spielen in Sydney 2000. Bei der EBU war er als ZDF-Vertreter von 1998 bis 2001 Präsident der EBU Sports Group. Kürten war zuvor stellvertretender Leiter der ZDF-Hauptredaktion Sport und verantwortlich für Programm-Rechte, Personal und Marketing. Bei der EBU war er seit 2001 zunächst als „Director of Eurovision Operations“ zuständig für News und Sports-Operations sowie für Sportrechte. Seit einer Umstrukturierung ist seine Funktion seit 2009 als „Director Sports & Business“ neu zugeschnitten.
Bei der Auswahl eines neuen WDR-Intendanten in der Nachfolge von Monika Piel wurde Kürten als einer von drei Kandidaten in der engeren Auswahl gehandelt.
Er ist mit der Journalistin und Leiterin des ZDF-Landesstudios Hessen, Susanne Biedenkopf-Kürten, verheiratet; das Ehepaar hat zwei Kinder. Kürten ist der Schwiegersohn von Kurt Biedenkopf.